# Dígito (astronomía)

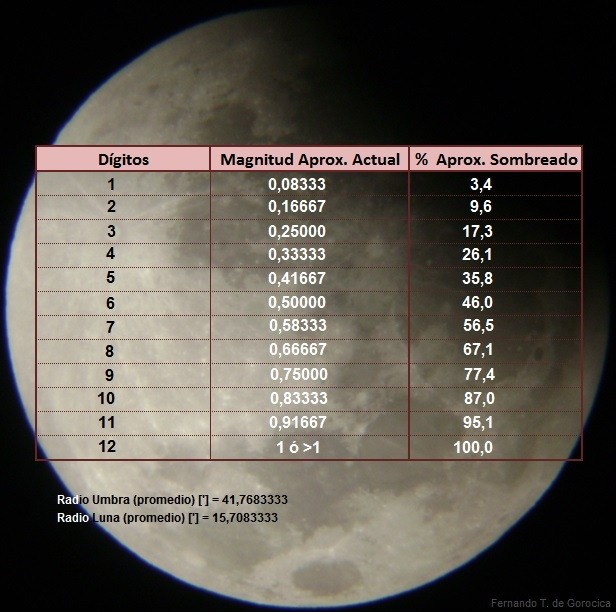
Lista de dígitos y magnitudes en eclipses lunares.

Los dígitos (en griego antiguo: daktulos) en astronomía era en tiempos de Claudio Ptolomeo (S. II d. C.) la forma de medir la el oscurecimiento máximo o magnitud de un eclipse. Un dígito equivale a una doceba parte del diámetro aparente del objeto astronómico eclipsado (el Sol o la Luna). Luego, se definía con 12 dígitos a un eclipse solar o lunar total, lo que equivale a una magnitud mayor o igual a 1; y uno parcial como menor de 12. Un dígito también se divide en 60 "escrúpulos" o minutos.